# Massacres de Wilaya de Relizane
Os massacres de Wilaya de Relizane, em 30 de dezembro de 1997, foram provavelmente o dia mais sangrento de assassinatos no conflito argelino da década de 1990. Vários membros da população de quatro aldeias foram mortos; O número exato de vítimas variou de acordo com a fonte.

## Antecedentes
Em 1998, a Argélia estava perto do auge de um brutal conflito civil que havia começado após o cancelamento militar das eleições de 1992, que seriam vencidas pela Frente de Salvação Islâmica (FIS). As áridas, inacessíveis e pobres montanhas Ouarsenis cerca de 150 milhas a oeste de Argel já haviam experimentado pouca ou nenhuma violência. Nas eleições de 1997, os habitantes votaram principalmente na FLN e no RND pró-governo.
No primeiro dia do Ramadã, por volta das 18h15, assaltantes, armados com machados e facas, varreram quatro aldeias agrícolas na área de Ammi Moussa e mataram centenas de pessoas enquanto se sentavam para quebrar o jejum.
- em Kherarba ou Ouled Kherarba ou Khrouba ou Khourba, 21 (oficial) ou 176 (Liberté) foram mortos;
- em Sahnoun ou Ouled Sahnoun ou Ouled Sahnine ou Ouled Sahrine ou Ouled Sahnine, 29 ou 113 foram mortos;
- em El-Abadel ou Al Abadel, 73 (Liberté) foram mortos;
- em Ouled-Tayeb ou Oulad Taieb ou Ben Taïyeb ou Douar Ouled Tayeb, 28 ou 50 foram mortos.

Os agressores mataram famílias indiscriminadamente em suas casas, homens, mulheres, crianças e bebês, decapitando alguns e esquartejando outros. Eles jogaram bebês por cima de muros e teriam até esquartejado cães e gado. Saíram apenas de madrugada. Os agressores estavam vestidos de "afegãos". Sobreviventes foram citados pela imprensa argelina como identificando o líder dos agressores como Aoued Abdallah, chamado de "Cheikh Noureddine", um chefe no oeste da Argélia do Grupo Islâmico Armado (GIA). Também foi relatado que panfletos distribuídos em Argel já haviam anunciado: "Chegaremos aqui em breve. Tomamos café da manhã em Argel, vamos jantar em Oran. Assinado - GIA". Os massacres foram seguidos pouco depois pelos massacres de Wilaya de Relizane de 4 de janeiro de 1998; Juntos, esses eventos provocaram um êxodo generalizado da região.
O governo argelino disse à Comissão de Direitos Humanos da ONU, que um inquérito judicial foi aberto E/CN.4/2000/3/Add.1) Arquivado em 2001-07-21 no Wayback Machine.

## Relatos de vítimas
Como resultado do massacre: 78 pessoas (estimativa oficial inicial), 252 pessoas (segundo Le Matin e El Watan, citando fontes hospitalares), 272 pessoas (de acordo com a declaração do governo argelino à Comissão de Direitos Humanos da ONU (E/CN.4/2000/3/Add.1) ou 412 pessoas (de acordo com a Liberté) foram mortas em quatro aldeias.